# Serra Pelada (la Bisbal de Montsant)
La Serra Pelada és una serra situada al municipi de la Bisbal de Montsant a la comarca del Priorat, amb una elevació màxima de 538 metres.